# Ingela (sång)
"Ingela" är en sång av Robert Broberg från hans album Tjejjer från 1969 samt utgiven som B-sida till singeln "Ellen" i december 1969. Sången handlar om en tjej som är så vacker att hon orsakar problem i trafiken, för att de män som ser henne tappar kontrollen. På den tiden var Ingela ett populärt flicknamn. 